# XIII. Fliegerkorps
Le XIII. Fliegerkorps (13e Corps aérien) a été l'un des principaux Corps de la Luftwaffe allemande durant la Seconde Guerre mondiale.

## Création et différentes dénominations
Il est formé le 1er octobre 1942 à Groß-Born, à partir de la Luftwaffen-Division Meindl. En janvier 1944, ce Corps est converti et renommé II. Fallschirmkorps.

D'abord en Russie, on le retrouve ensuite en France en 1943.
Ses responsabilités incluent la formation de la Luftwaffen-Feld-Divisionen et de son entrainement.

## Commandement

Drapeau du chef du Fliegerkorps.

| Début             | Fin               | Grade               | Nom            |
| ----------------- | ----------------- | ------------------- | -------------- |
| 1er novembre 1942 | 1er décembre 1942 | General der Flieger | Erich Petersen |
| 1er décembre 1942 | Janvier 1944      | Generalleutnant     | Eugen Meindl   |

## Chef d'état-major
| Début             | Fin          | Grade          | Nom                      |
| ----------------- | ------------ | -------------- | ------------------------ |
| 1er novembre 1942 | 26 août 1943 | Oberstleutnant | Karl-Heinz von Hofmann   |
| 26 août 1943      | Janvier 1944 | Oberstleutnant | Ernst Blauensteiner (en) |

## Unités subordonnées
- Flugbereitschaft/XIII. Fliegerkorps : Octobre 1942 - Janvier 1944